# Strada statale 3 (Repubblica Ceca)
La strada statale 3 (nota anche come strada di I. classe 3, sigla I/3, in ceco Silnice I. třídy 3 o Silnice I/3) è una strada statale ceca che attraversa il Paese da Mirošovice a Dolní Dvořiště.

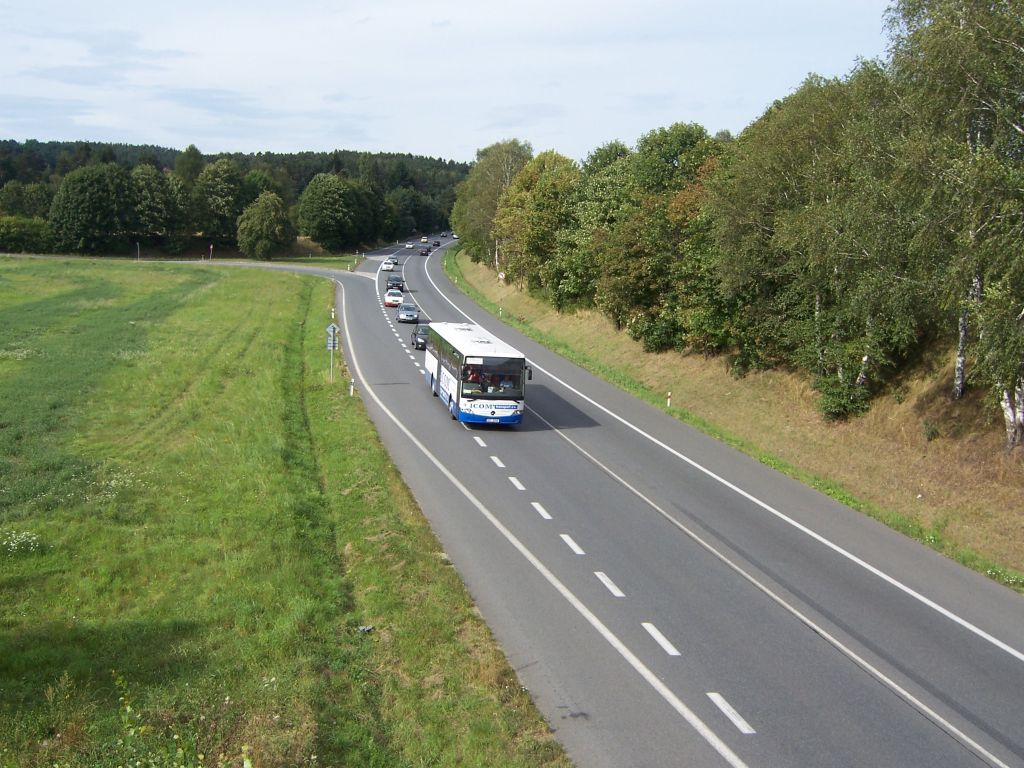
La strada statale 3 nei pressi di Poříčí nad Sázavou.